# Kongur Tagh
Kongur Tagh or Kongkoerh (Uyghur: قوڭۇر تاغ, Коңур Тағ; tiếng Mông Cổ: Хонгор Таг, Hongor Tag; tiếng Trung: 公格尔峰; bính âm: Gōnggé'ěr Fēng) (còn gọi là Kongur) với độ cao 7.649 m là ngọn núi cao nhất Tân Cương ở Trung Quốc.

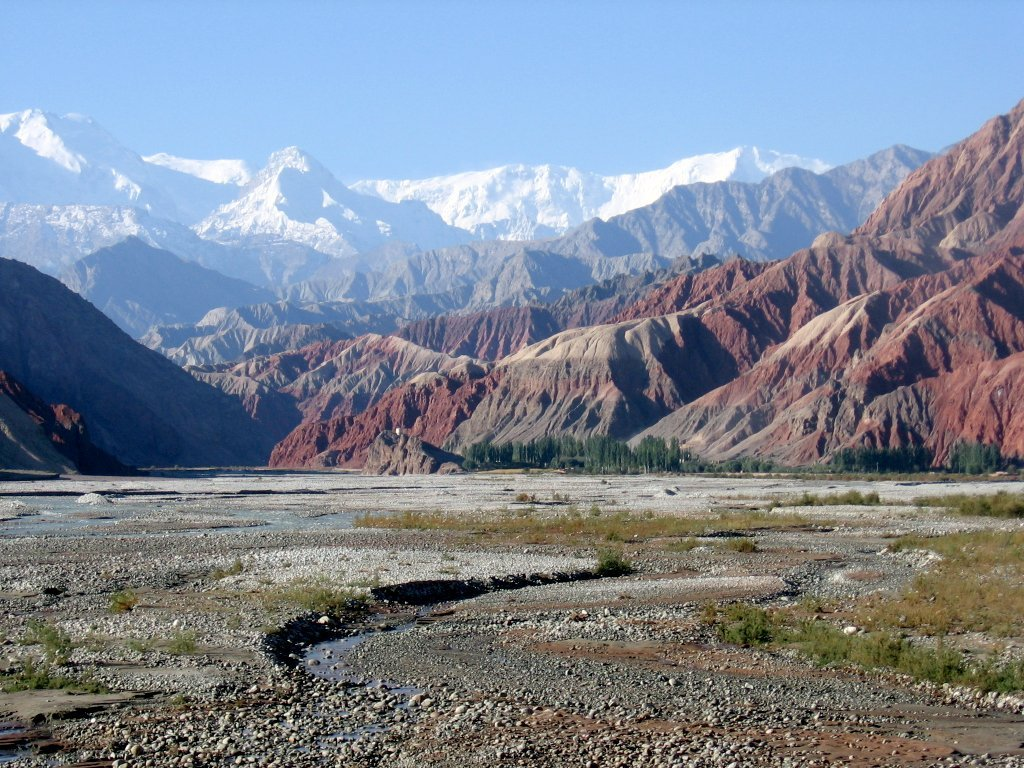
Kongur Tagh (trái) and Kongur Tiube (hơi về bên phải) nhìn từ Karakoram Highway trên đường từ Kashgar tới hồ Karakul

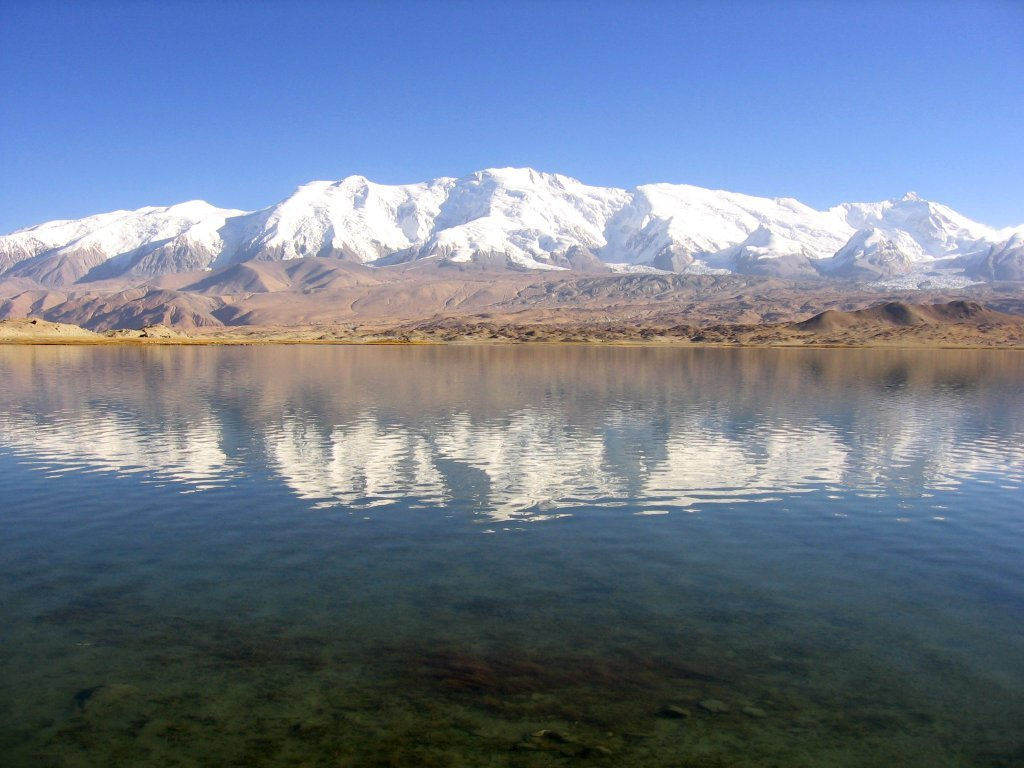
Kongur Tagh (phải) và Kongur Tiube (giữa) nhìn từ hồ Karakul.

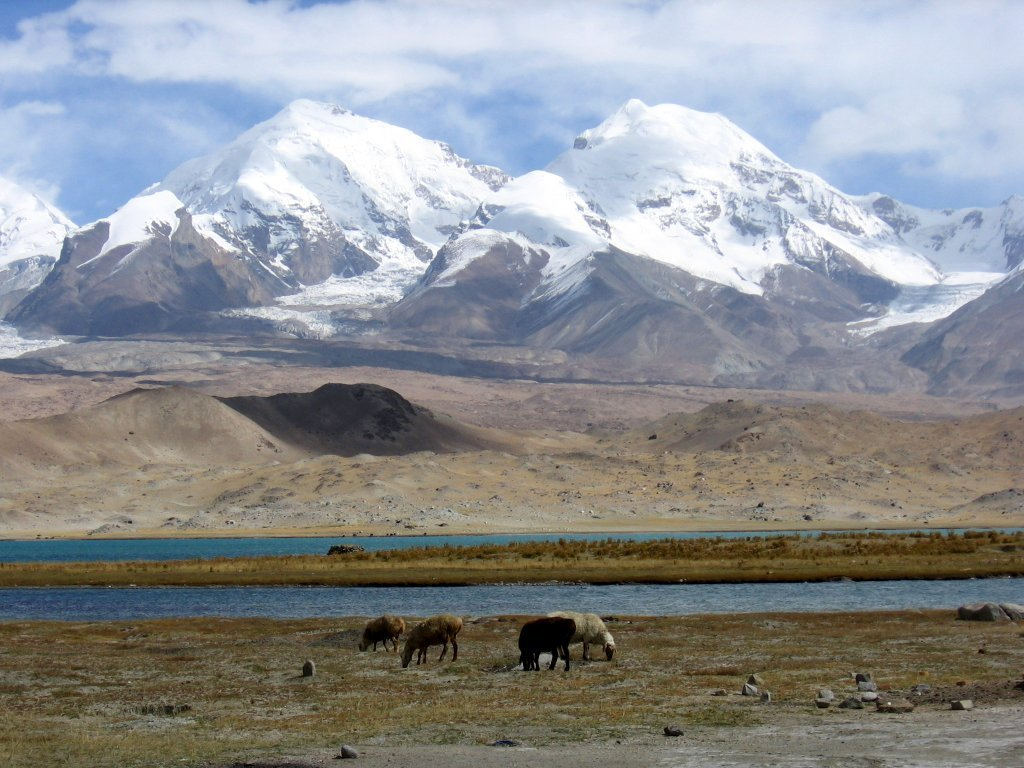
Dãy Kongur Tagh 2005. Các đỉnh nhìn từ Karakoram highway về phía tây nam là Kuk Sel (6,715 metres) và Kezi Sel (6,525 metres), khoảng 5 km và 7 km phía nam của đỉnh chính.

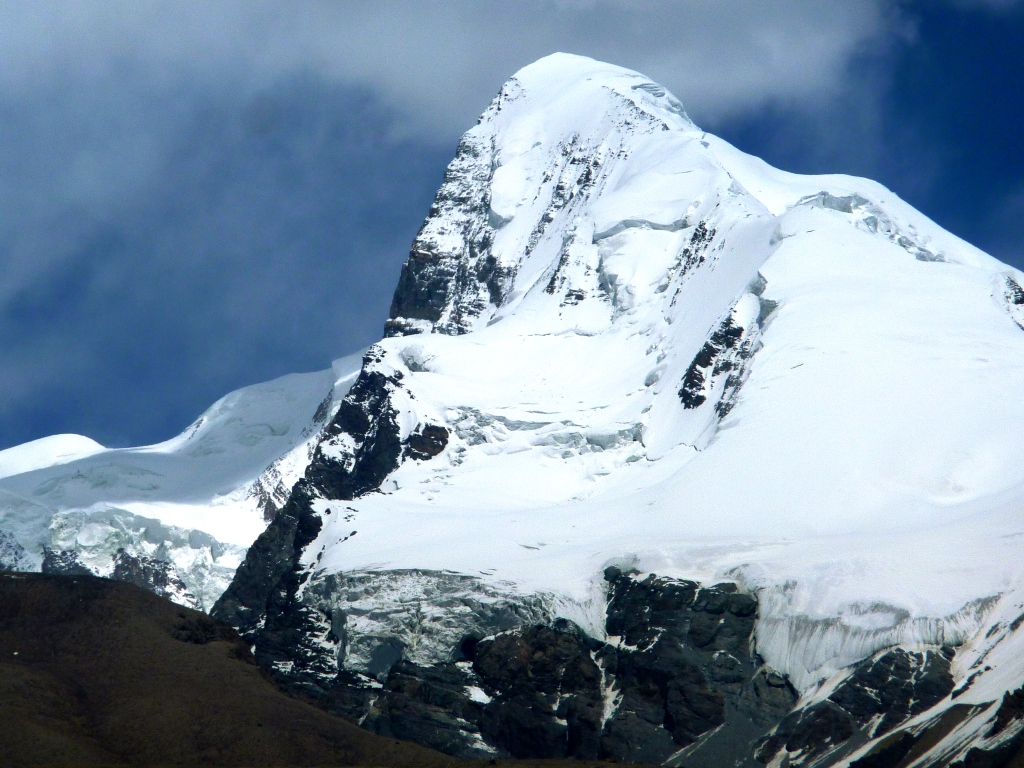
Kongur Tagh 2011

## Địa lý
Kongur Tagh nằm trong phạm vi dãy núi gọi là Kongur Shan (Trung Quốc: 公 格尔 山, Hán Ngữ: Gōnggé'ěr Shān.) Kongur Tagh nằm ngay phía bắc Muztagh Ata và nhìn thấy từ hồ Karakul. Một số nguồn sử dụng "Kongur Shan" nhầm lẫn để chỉ đến đỉnh cao của chính nó. Dãy núi Kongur Shan, bao gồm Muztagh Ata, được chia cắt bởi thung lũng sông Yarkand lớn từ dãy núi Kunlun và do đó đôi khi được bao gồm trong "Pamirs Đông"  Kongur Tagh là đỉnh cao nhất trong dãy núi Kunlun và cũng cao hơn bất kỳ đỉnh cao nào trong Pamirs. Tuy nhiên, việc xây dựng đường cao tốc Karakoram từ Pakistan tới Trung Quốc, chạy qua hồ Tashkurgan gần đó và hồ Karakul đã khiến cho nó dễ tiếp cận hơn.
Hành chính, dãy Kongur nằm trong huyện Akto.

## Lịch sử leo núi
Những nỗ lực đầu tiên để leo lên Kongur Tagh được thực hiện vào năm 1956 nhưng cuộc leo núi đã bị hủy bỏ khi họ nhận ra rằng nó đã vượt quá khả năng của họ.
Nỗ lực thành công đầu tiên lên Kongur Tagh được hoàn thành vào năm 1981 bởi một cuộc thám hiểm của Anh gồm có Chris Bonington, Al Rouse, Peter Boardman và Joe Tasker.

## Độ cao
Điều này được lấy từ Hướng dẫn Leo núi ở Trung Quốc. Một số nhà chức trách Trung Quốc cho là nó cao 7.719 m, nhưng bằng chứng về độ cao này được đưa ra ở đây.

## Kongur Tiube

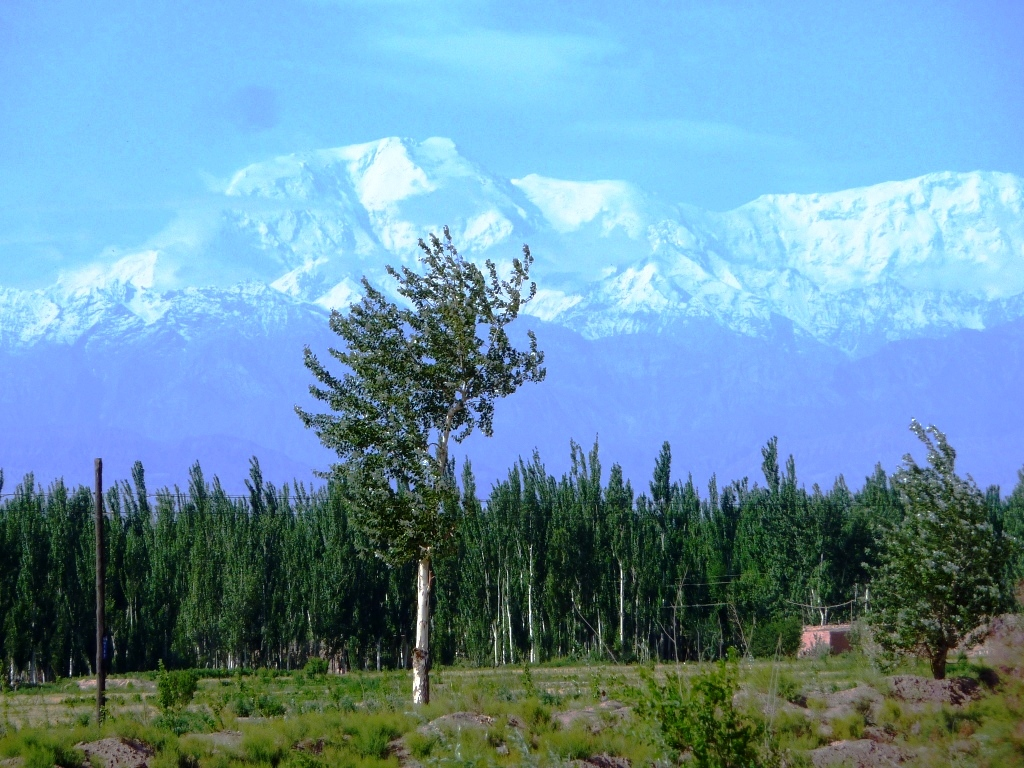
Đỉnh Kongur Tagh II

Kongur Tagh có một đỉnh phụ đáng kể gọi là Kongur Tiube (Trung Quốc: 公 格尔 九 别 峰 có nghĩa bằng tiếng địa phương "núi có nắp trắng", còn được gọi là Kongur Tiubie / Jiubie và Kungur Tjube Tagh), 38°36′57″B 75°11′44″Đ / 38,61583°B 75,19556°Đ; độ cao là 7,530 m (24,705 ft).hạng 37 Nó có tính độc lập vừa phải, với độ nổi bật về mặt địa hình là 840 m (2.756 ft). Lần đầu tiên nó được leo lên là năm 1956.